# Сельское поселение Новопавловка
Сельское поселение Новопавловка — муниципальное образование в Большеглушицком районе Самарской области.
Административный центр — село Новопавловка.

## Административное устройство
В состав сельского поселения Новопавловка входят:
- село Новопавловка,
- село Тамбовка.